# Freddy Thiriet
Freddy Thiriet (* 18. März 1921; † 26. Dezember 1986) war ein französischer Byzantinist, der sich mit dem spätmittelalterlichen Süd- und Südosteuropa und dem östlichen Mittelmeerraum auf der Grundlage venezianischer Quellenbestände beschäftigte und dazu zahlreiche Regesten veröffentlichte.
Thiriet war Professor an der Universität Straßburg. 1959 promovierte er über die venezianische Romania, also den Teil des ehemals byzantinische Gebietes, der insbesondere infolge des Vierten Kreuzzugs ab 1204 unter venezianische Herrschaft kam.
Thiriets Arbeiten basierten weitgehend auf Quellen, die sich im Staatsarchiv Venedig befanden. Zunächst publizierte er in Form von Regesten die Entscheidungen des venezianischen Senats (Rogadia), die das ehemalige Gebiet von Byzanz betrafen – schon der erste Band umfasste 941 Seiten. Hinzu kamen Arbeiten zum venezianisch-byzantinischen Handel, etwa in einem Sammelband zu Ehren von Amintore Fanfani. Schwerpunkt blieb jedoch der Zugang zu den venezianischen Quellen. 1966 erschien der erste Band seiner Délibérations des assemblées vénitiennes concernant la Romanie, in dem er die Entscheidungen aller venezianischen Ratsgremien von 1160 bis 1363, die die Romania betrafen, als Regesten publizierte. 1971 erschien der zweite Band, der die Zeit von 1364 bis 1463 umfasst.
Auf der Basis dieser Editionen und weiterer Quellenstudien brachte er 1977 das Standardwerk Études sur la Romanie Gréco Venitienne (Ve aux XVe siècle) heraus. Ihm folgte ein Jahr später eine Edition der Quellen des Duca di Candia, des Vertreters Venedigs auf der Insel Kreta, dessen Administration analog zu der der Mutterstadt aufgebaut war.
Zu seinem Gedenken erschien 1987 ein Sammelband zum Verhältnis von Byzanz und Italien, das ihn ein Leben lang beschäftigt hatte.

## Werke (Auswahl)
- Sui dissidi sorti tra il Comune di Venezia e i suoi feudatari di Creta nel Trecento, in: Archivio Storico Italiano 114 (1956) 699–712.
- Quelques observations sur le trafic des galées vénitiennes d’après les chiffres des incants (XIV–XVe siècles), in: Studi in onore di A. Fanfani, Bd. 3, Mailand 1962, 459–522.
- Les relations entre la Crète et les émirats turcs d’Asie Mineure au XIVe siècle (vers 1348–1360), in: Actes du XIIe Congrès international des études byzantines (Ohrid 1961) 2, Belgrad 1964, 213–221.
- Histoire de Venise, Paris 1965.
- Délibérations des assemblées vénitiennes concernant la Romanie, Bd. 1, Paris 1966, Bd. 2, 1971.
- La condition paysanne et les problèmes de l’exploitation rurale en Romanie gréco-vénitienne, in: Studi Veneziani 9 (1967) 35–69.
- A propos de la seigneurie des Venier sur Cerigo, in: Studi Veneziani 12 (1970) 199–210.
- Études sur la Romanie Gréco Venitienne (Ve aux XVe siècle), London 1977.
- Duca di Candia. Ducali e lettere ricevute (1358–60; 1401–1405), Venedig 1978.
- Venise et la Mer Noire: organisation et trafics (XIIIe–XVe siècles), in: Archeion Pontou 35 (1979) 38–53.